# 미카와오쓰카역
미카와오쓰카역(일본어: 三河大塚駅 미카와오오츠카에키[*])은 일본 아이치현 가마고리시에 있는 도카이 여객철도 도카이도 본선의 역이다.

## 개요
이 역은 가마고리 시의 동쪽 관문이며, 관광 시설 라그나 가마고리의 가장 가까운 역이다. 라그나 가마고리 이용객 수송을 위해 토요일 · 휴일의 상행 신쾌속 중 오전 중 3개만이 임시 정차하고 있다.
이 역은 해수욕객을 위한 하계 영업의 임시 정거장으로서 개업했지만, 현지로부터의 청원에 의해 연중 무휴 정차의 상설역으로 격상하게 되었다. 도카이도 본선으로서는 히가시타고노우라역 개업 이래 10년만의 상설역이 된다. 또한, 도카이도 본선의 상설역을 하나의 시에 3개 가지는 것은, 당시는 나고야시와 가마고리시의 2개만이었다.
1988년에 구 역사가 노후화때문에 개축이 행해졌다. 2004년에는 승강장과 열차의 지면을 해소하는 증축 공사가 행해졌다. 2005년 7월 20일, 역사 신축 및 지하통로의 대폭적인 개장이 완료. 2005년 8월 29일, 역 앞의 버스 정류장 및 로터리의 개장이 종료해, 역 앞 광장에 느티나무가 식수되었다. 로터리 중앙에는 개역 30주년 기념비가 설치되어 있다.
예전에는 해수욕객을 위한 임시개찰구가 존재했다. 상행 승강장에는, 가마고리 히가시 고등학교 학생 전용의 간이한 개찰구(출구 전용)기 있었지만, 현재는 폐지되었다. 역사 재건축 · 역 앞 로터리 정비에 수반해, 이것까지 개찰 내에 있던 화장실은 개찰 외로 신축되어, 가마고리시의 관리하에 두고 있다. 벚나무가 승강장 및 역 주변에 있었지만, 승강장 증축 · 역사 신축 · 역 앞 로터리 개량에 의해 벌채되어, 일부가 남는 것 뿐으로 된다.

## 역 구조 및 승강장
상대식 승강장 2면 2선을 가지는 지상역. 역사는 지상에 있지만, 북쪽(산 쪽)으로 향해서 해발 고도가 높지 않기 때문에 선로는 높은 위치를 지나고 있다. 남쪽(바다 쪽)에 역 서점이 있어, 상행선과 하행선의 승강장은 지하통로로 연결되어 있다. 이 역은 나고야 쪽으로 도카이도 신칸센이 오버크로스하고 있다.
도카이 교통 사업이 업무를 위탁하는 업무위탁역으로, 가마고리역이 이 역을 관리하고 있다. 이른 아침 · 야간은 무인으로 한다.
역사 내에는 발권 창구나 승차권 자동 발매기(TOICA 비대응)가 1대, 간이형 자동 개찰기(TOICA 대응)가 설치되어 있다. 개찰 외는 다기능 화장실이 있다. 예전에는 해수욕객 전용의 임시 개찰구가 마련되어 있었다.
| 1 | ■ 도카이도 본선 | 하행 | 오카자키 · 나고야 방면   |
| 2 | ■ 도카이도 본선 | 하행 | 도요하시 · 하마마쓰 방면 |

## 이용 현황
- 2009년도의 1일 평균 승차 인원은 1,270명이었다.

| 승차 인원 추이 | 승차 인원 추이     |
| 연도           | 1일 평균 승차 인원 |
| -------------- | ------------------ |
| 2005           | 1,375              |
| 2006           | 1,309              |
| 2007           | 1,294              |
| 2008           | 1,283              |
| 2009           | 1,270              |

## 역 주변
- 국도 제23호선
- 가마고리 신용금고 오쓰카 지점
- JA가마고리시 오쓰카 지점
- 라그나 가마고리
- 선클K 가마고리 오쓰카점

## 역사
- 1952년 4월 : 도카이도 본선 아이치미토 - 미카와미야 간으로의 역 설치 청원서를 오쓰카 촌장이 일본국유철도 총재에게 제출.
- 1953년 1월 26일 : 역 설치 청원서 수정판을 오쓰카 촌장이 일본국유철도 총재에게 다시 제출.
- 1953년 5월 25일 : 일본국유철도가 계절역으로서 허가.
- 1953년 6월 5일 : 역 승강장 설치 도로 등의 공사 착공.
- 1953년 7월 8일 : 일본국유철도의 계절역으로서 개업. 첫 번째 열차는 같은 해 7월 16일에 발차.
- 1954년 6월 21일 : 초대 역사가 완성.
- 1960년 3월 1일 : 상설역으로 승격. 여객영업만.
- 1965년 8월 6일 : 2대째 역사, 지하도, 승강장 연장 완성.
- 1972년 7월 1일 : 업무 위탁역으로 되어, 역 업무를 일본 교통 관광사로 위탁. 미카와미야역이 관리역으로 된다.
- 1987년 4월 1일 : 일본국유철도 분할 민영화에 의해, 도카이 여객철도(JR 도카이)의 역이 된다.
- 1988년 4월 1일 : 역 업무의 위탁처를 도카이 교통 사업으로 변경.
- 2002년 4월 : 역 앞 광장 잠정 정비 완료.
- 2003년 5월 16일 : '미카와오쓰카 역을 기르는 모임' 발족.
- 2003년 9월 9일 : 쾌속열차의 정차, 역사 등 배리어프리화 실시 요망서를 도카이 여객철도에 제출.
- 2004년 2월 : 플랫 승강장의 증축 완료.
- 2005년 3월 5일 : 쾌속 열차의 특별 정차 개시(토요, 일요, 공휴일 3개).
- 2005년 7월 20일 : 3대째 신 역사 완성.
- 2005년 8월 29일 : 역 앞 광장 정비 완료.
- 2006년 11월 25일 : TOICA 도입.
- 2008년 3월말 : 승강장 가건물을 1량분부터 3량분으로 연장.

## 인접 역
| 도카이 여객철도 도카이도 본선     | 도카이 여객철도 도카이도 본선 | 도카이 여객철도 도카이도 본선   |
| --------------------------------- | ----------------------------- | ------------------------------- |
| 도요하시 하마마쓰·시즈오카 방면   | ■ 신쾌속                      | 가마가리 도요하시·나고야 방면   |
| 아이치미토 하마마쓰·시즈오카 방면 | ■ 구간쾌속 ■ 보통             | 미카와미야 도요하시·나고야 방면 |